# Closterium moniliferum
Closterium moniliferum  là một loài Song tinh tảo trong họ Desmidiaceae, thuộc chi Closterium.